# Джеймс Г. Феллон
Джеймс Г. «Джим» Феллон (18 жовтня 1947 — 20 листопада 2023) — американський нейробіолог. Він є професором психіатрії та людської поведінки та почесним професором анатомії та нейробіології Каліфорнійського університету, Ірвінська школа медицини. Його наукові інтереси включають дорослі стовбурові клітини, хімічну нейроанатомію та схеми, вищі функції мозку та візуалізацію мозку.
Феллон, заявляє, що має неврологічні та генетичні кореляти психопатії , відніс себе до категорії «просоціальний психопат». У жовтні 2013 року видавництво Current (придбане Penguin) випустило його книгу  Психопат зсередини: особиста подорож нейробіолога до темної сторони мозку.

## Сім'я
Джеймс Феллон народився в італо американській родині. Він також має англійське та ірландське походження як нащадок нью-йоркських колоніальних поселенців родини Корнелл. Він обговорює своє походження та численні вбивства, які сталися в цій родині, у монолозі про власну генетику та сімейну історію, який транслювався на Національному громадському радіо. 

## Наука
Він отримав навчання з біології та хімії в Коледжі Святого Майкла у Вермонті  та ступінь психології та психофізики в Політехнічному інституті Ренсселера в Нью-Йорку. Захистив докторську дисертацію, проходив навчання з нейроанатомії та нейрофізіології в медичному коледжі Університету Іллінойсу та отримав постдокторську підготовку з хімічної нейроанатомії в Каліфорнійському університеті в Сан-Дієго. Професор анатомії та нейробіології в Каліфорнійському університеті в Ірвайні, де він працював головою факультету університету та головою та президентом факультету медицини. Джеймс є стипендіатом Слоуна, старшим стипендіатом програми Фулбрайта, лауреатом нагороди Національного інституту охорони здоров’я, лауреатом низки почесних ступенів і нагород, а також входить до кількох корпоративних рад і національних аналітичних центрів у галузі науки, біотехнології, мистецтва та армії США. Він є експертом у галузі «пізнання та війни» Об’єднаного командування Пентагону. 
Феллон зробив значний науковий внесок у кілька нейронаукових тем, включаючи відкриття TGF альфа, епідермального фактора росту та першу демонстрацію широкомасштабної стимуляції дорослих стовбурових клітин у пошкодженому мозку за допомогою факторів росту. Він також зробив внесок у галузі шизофренії, хвороби Паркінсона, хвороби Альцгеймера та ролі ворожості та статі в залежності від нікотину та кокаїну. Джеймса також згадують за його дослідження в галузі базової біології дофаміну, норадреналіну, опіоїдних пептидів у мозку, зв’язків кори головного мозку, лімбічної системи та базальних гангліїв у тварин і людей. Він опублікував публікації про візуалізацію людського мозку за допомогою позитронно-емісійної томографії, магнітно-резонансної томографії, методів трактографії дифузійного тензорного зображення та нову область генетики зображень. 

## Інші роботи
Окрім досліджень у галузі нейронауки, Джеймс Феллон читав лекції та писав на різні теми: мистецтво та мозок, архітектура та мозок, право та мозок, свідомість, творчість, мозок психопата - вбивці та війна у В’єтнамі. Він написав Сльози Вірги: справжня історія повернення солдата до В'єтнаму, яка була опублікована Dickens Press у 2001 році. 
Він знявся в численних документальних фільмах, радіо та телешоу. З 2007 по 2009 рік з’являвся на каналі History Channel про науку та технології ( Star Wars Tech, Spider-Man Tech ), CNN, PBS, BBC та ABC для його роботи про стовбурові клітини, фактори росту, психопатологію, тканинну інженерію, розумні протези, шизофренія, поведінка та хвороби людей і тварин. 18 листопада 2009 року Джеймс з'явився в ролі самого себе в кримінальному драматичному серіалі CBS Criminal Minds, в якому досліджується його теорія насильства між поколіннями в регіонах світу, де постійно спалахують тероризм, війни та насильство. У схожій історії доктор Феллон і його сім’я пройшли функціональну візуалізацію мозку та генетичний аналіз для потенційних пов’язаних із насильством мозкових і генетичних моделей, як повідомлялося у випуску Wall Street Journal від 27 листопада 2009 року. 
Феллон займає важливе місце у постановці BBC Are You Good or Evil?,  де він розповів, що виявив, що він сам має неврологічні та генетичні кореляти психопатії . Феллон заявив, що його це не турбує, і він вважає, що його позитивний досвід у дитинстві нівелює будь-яку потенційну генетичну вразливість до насильства та емоційних проблем.
Феллон є політичним лібертаріанцем і релігійним агностиком . 